# Torsås
Torsås es una localidad sueca ubicada en el municipio de Torsås, en la provincia de Kalmar. Tiene una población estimada, a fines de 2020, de 2058 habitantes.